# 26e brigade de mitrailleuses et d'artillerie de la Garde
Pour les articles homonymes, voir 26e brigade.
La 26e brigade de mitrailleuses et d'artillerie (russe : 25-я гвардейская пулемётно-артиллерийская бригада) est une unité militaire de l'Armée de terre soviétique, active en 1946 à Dalian (en Chine).

## Historique
La 26e brigade de mitrailleuses et d'artillerie de la Garde est formée à Dalian en juin-juillet 1946 à partir de l'état-major de l'artillerie divisionnaire et de diverses autres unités de la 358e division de fusiliers (en), ainsi que de la 8e division de canons d'artillerie de la Garde (ex 29e brigade de canons d'artillerie de la Garde), stationnées dans la Péninsule du Liaodong à l'issue de l'offensive soviétique de Mandchourie en août 1945. L'unité hérite cependant des décorations (Drapeau rouge et ordre de Souvorov) et du titre d'unité de la Garde du 279e régiment de fusiliers de la Garde de la 91e division de fusiliers de la Garde (en). La 26e brigade de mitrailleuses et d'artillerie de la Garde est rattachée, ainsi que les 4e et la 25e brigades de la Garde, au 113e corps de fusiliers de la 39e armée du district militaire du Primorié (en). 
La 26e brigade est dissoute en décembre 1946 et ses éléments renforcent la 25e division de mitrailleuses et d'artillerie de la Garde, formée à Port-Arthur à partir de la 25e brigade.